# 1986年2月逝世人物列表
1986年逝世人物列表：1月 - 2月 - 3月 - 4月 - 5月 - 6月 - 7月 - 8月 - 9月 - 10月 - 11月 - 12月
1986年2月逝世人物列表，是用于汇总1986年2月期间逝世人物的列表。

## 依日期排序

### 1日
- Ethel Chipchase，69-70歲，英國工會成員。
- 曼努埃爾·克羅斯，84歲，西班牙足球運動員。
- Theodora McCormick Du Bois，95歲，美國作家。
- Salo Grenning，67歲，挪威插畫家。
- 迪克·詹姆斯（Dick James），65歲，英國音樂製作人，心臟病發作。
- 阿爾貝托·莫雷拉斯，66歲，西班牙奧林匹克運動員（1948 年）。
- 阿尔瓦·默达尔，84歲，瑞典社會學家和和平活動家，諾貝爾獎獲得者（1982 年）。[1]
- 邁克爾·尼達姆，75歲，美國政治家，賓夕法尼亞州眾議院議員（1947—1972年）。
- 比阿特麗斯·皮爾森，65歲，美國女演員。
- Arvo Pentti，70歲，芬蘭政治家。
- 蘭伯特·雷德，77歲，美國奧林匹克跳遠運動員（1932 年）。
- 艾達·羅茲，85歲，美國數學家。
- 倫納德·斯科特，68歲，美國政治家，愛荷華州眾議院議員（1947—1949年）。

### 2日
- Nils Alwall，81歲，瑞典腎病學家。
- 奧萊娜·安東尼夫（Olena Antoniv），48歲，蘇聯烏克蘭人權活動家，交通事故。
- Rick E. Carter，42歲，美式橄欖球教練，上吊自殺。[2]
- 安妮塔·科比（Anita Cobby），26歲，澳大利亞謀殺案受害者。
- 唐納德·埃克爾斯，77歲，英國演員
- 高亨，85歲，中國語言學家和翻譯。
- 吉諾·埃爾南德斯（Gino Hernandez），28歲，美國職業摔跤手，吸毒過量。
- 理查·拉皮埃爾，86歲，美國社會學家。
- 約翰·米勒，62歲，蘇格蘭足球運動員。
- Hideo Ohba，75歲，日本合氣道教師。
- 魯本·里貝羅，74歲，巴西奧林匹克馬術運動員（1948 年）。
- 伊萬·魯本，68歲，丹麥奧林匹克擊劍運動員（1948 年、1952 年）。
- 貢納爾·西門斯塔德，71歲，挪威演員。

### 3日
- Alexander F. Bell，70歲，美式橄欖球運動員。
- 唐納德·布裡格斯，75歲，美國演員。
- Art Chapman，73歲，加拿大奧林匹克籃球運動員（1936 年）。
- 克勞德·格林，79歲，南非板球運動員。
- 路德·哈裡斯，62歲，美國籃球運動員。
- 查理斯·里奧·希區柯克，83歲，美國植物學家。
- 哈羅德·霍頓，79歲，英國足球運動員。
- 納西索·拉莫斯（Narciso Ramos），85歲，菲律賓外交官和政治家，中風。[3]
- 西爾維亞·萊昂斯·雷德（Sylvia Lyons Render），72歲，美國教育家和手稿策展人。[4]
- George C. Sherman Jr.，74歲，美國馬球運動員，白血病。[5]
- 赫伯特·史密斯，84歲，英國電影製片人。
- 阿爾弗雷德·沃勒（Alfred Vohrer），71歲，德國電影製片人。

### 4日
- 菲利斯·尚德·奧弗雷（Phyllis Shand Allfrey），77歲，多明尼加作家和政治家。
- 萊斯·凱伍德（Les Caywood），82歲，美式橄欖球運動員。
- 瑪吉特·埃萊克，75歲，匈牙利奧林匹克擊劍運動員（1948 年、1952 年）。
- Jānis Kalnbērziņš，92歲，蘇聯拉脫維亞政治家。
- 吉姆·奧格雷迪（Jim O'Grady），63歲，愛爾蘭投擲手。
- 布蘭科·佩西奇，63歲，南斯拉夫政治家，貝爾格萊德市長（1965—1974年），癌症。
- Arthur Schröder，93歲，德國演員。

### 5日
- Grigore Băjenaru，78歲，羅馬尼亞作家。
- 倫·卡頓，72歲，澳大利亞足球運動員。
- 查理斯·德雷克斯勒，93歲，美國真菌學家。
- 弗洛倫斯·費內特-馬特爾（Florence Fernet-Martel），93歲，美國出生的加拿大女權主義者和教育家。
- 安東尼奧·福斯特拉，73歲，義大利羅馬天主教主教，心臟病發作。
- Armas-Eino Martola，89歲，芬蘭將軍。
- Laurent Merchiers，81歲，比利時政治家。
- 福爾曼·努斯（Furman Nuss），91歲，美式橄欖球和籃球教練。
- Axel Poignant，79歲，澳大利亞攝影師。
- Howard Vollum，72歲，美國電子工程師（Tektronix），中風。[6]
- 馬特·威爾金斯，78歲，澳大利亞足球運動員。

### 6日
- Mahieddine Bachtarzi，88歲，阿爾及利亞歌手和作曲家。
- 喬治·卡巴納（Georges Cabana），91歲，加拿大羅馬天主教主教。[7]
- 弗蘭克·卡梅隆，93歲，澳大利亞足球運動員。
- 威拉德·坎特雷爾，71歲，美國賽車手。
- Cristóbal Colón de Carvajal，第17代韋拉瓜公爵，61歲，西班牙海軍軍官，被槍殺。[8]
- 弗雷德里克·庫茨（Frederick Coutts），86歲，英國作家和慈善工作者，救世軍上將（1963—1969年）。
- Irene Genna，55歲，希臘裔義大利女演員。
- Sallie-Anne Huckstepp，31歲，澳大利亞作家，兇殺案。
- 塞爾吉奧·耶西，73歲，義大利出生的烏拉圭奧林匹克擊劍運動員（1948 年、1952 年）。
- 霍姆斯·米勒爵士，66歲，紐西蘭測量員和環保主義者。
- Ray Moyer，87歲，美國佈景師。[9]
- 丹迪·尼科爾斯，78歲，英國女演員（《至死不渝》）。
- 馬蒂·賴特，74歲，美國籃球運動員。
- 吴经熊（John Ching Hsiung Wu），86歲，中國法官和作家。
- Minoru Yamasaki，73歲，美國建築師（世貿中心），胃癌。[10]

### 7日
- 謝赫·安塔·迪奧普（Cheikh Anta Diop），62歲，塞內加爾人類學家和歷史學家。
- 哈裡斯·埃爾斯沃思，86歲，美國政治家，美國眾議院議員（1943—1957年）。
- Austin E. Fife，76歲，美國民俗學家。
- John F. McCarthy Jr.，60歲，美國航空工程師，血栓。[11]
- 約翰·謝伊，72歲，澳大利亞板球運動員。
- 弗蘭克·辛克雷爾，69歲，澳大利亞足球運動員。
- 迪克·索思伍德，80歲，英國奧運會賽艇運動員（1932 年、1936 年）。

### 8日
- 道格·鮑爾（Doug Ball），90歲，紐西蘭學術管理人員。
- 塞西爾·布萊斯，74歲，澳大利亞板球運動員。
- 伊斯雷爾·加利利（Yisrael Galili），74歲，俄羅斯出生的以色列政治家。
- 羅伯特·格布哈特，65歲，德國足球運動員。
- 阿利·麥克雷（Arleigh McCree），46歲，美國警探，炸彈爆炸。
- 莎拉·伊莎貝拉·麥克利戈特（Sarah Isabella McElligott），102歲，紐西蘭廚師。
- 亞歷克西斯·奧博倫斯基，70歲，俄羅斯出生的美國西洋雙陸棋玩家。[12]
- 艾布拉姆·尼古拉斯·普利茲克（Abram Nicholas Pritzker），90歲，美國商人和慈善家。[13]
- 博古斯瓦夫·維達夫斯基，51歲，波蘭足球運動員。

### 9日
- 有田喜一（Kiichi Arita），84歲，日本政治家。
- 卡門·德安東尼奧，74歲，美國女演員。
- 喬·戈麥斯，77歲，美國棒球運動員。
- 菲力浦·赫裡斯·格雷戈里（Philip Herries Gregory），78歲，英國真菌學家。
- 哈羅德·菲多克（Harold Fidock），83歲，澳大利亞板球運動員。
- 威利·傑克遜，85歲，蘇格蘭足球運動員。
- Eleonora Kaminskaitė，35歲，蘇聯立陶宛奧林匹克賽艇運動員（1976 年）。
- 陶诺·科瓦宁，68歲，芬蘭奧林匹克摔跤手（1952 年）。
- 伊塔洛·洛佩斯·瓦萊西洛斯（Ítalo López Vallecillos），53歲，薩爾瓦多作家。
- 利洛·馬丁，77歲，德國作曲家。
- 娜塔莉·馬斯特斯，70歲，美國女演員。
- 亨利·威廉·梅納德，65歲，美國地質學家，癌症。
- Ben Nye，79歲，美國化妝師。[14]
- 雅克·里斯帕爾（Jacques Rispal），62歲，法國演員。
- Dora Oake Russell，73歲，加拿大作家。
- 路易士·索博爾，89歲，美國記者。

### 10日
- 布萊恩·阿赫恩，83歲，英國演員（華雷斯），心力衰竭。[15]
- 莫裡斯·博伊德，80歲，美國政治家，俄亥俄州眾議院議員（1967—1972年）。
- 蘭多·孔蒂（Lando Conti），52歲，義大利政治家，被槍殺。
- 詹姆斯·狄龍，83歲，愛爾蘭政治家，TD （1937-1969）。[16]
- 漢弗萊·派翠克·吉尼斯，83歲，英國奧林匹克馬球運動員（1936 年）。
- 瓊·亨利，81歲，愛爾蘭女演員。
- Begnon-Damien Koné，64-65歲，布吉納法索政治家。
- Antoni Reiter，35歲，波蘭奧林匹克柔道運動員（1976 年）。
- Art Satherley，96歲，英裔美國唱片製作人。

### 11日
- 漢斯·布拉維格（Hans Braarvig），80歲，挪威作家。
- 阿爾塞尼奧·杜阿爾特，60歲，葡萄牙足球運動員。
- 弗兰克·赫伯特，65歲，美國作家（《沙丘》），肺栓塞。[17]
- 邁克爾·霍利斯，86歲，印度聖公會主教。
- 斯文德·雅各森，79歲，丹麥奧林匹克擊劍運動員（1936 年）。
- 埃維利奧·哈威爾（Evelio Javier），43歲，菲律賓政治家，被槍殺。
- 埃德加·鐘斯，75歲，威爾士橄欖球運動員。
- 霍勒斯·曼格斯，87歲，美國律師。[18]
- Hélène Rivier，83歲，瑞士圖書管理員。
- Aat van Rhijn，93歲，荷蘭政治家。
- 喬克·懷特，88歲，蘇格蘭足球運動員。

### 12日
- 讓·古德溫·艾姆斯（Jean Goodwin Ames），82歲，美國藝術家。[19]
- Arthur Roderick Collar，77歲，英國工程師。
- 韋恩·尤因，58歲，美國賽車製造商。
- 喬·高德，78歲，英國奧林匹克拳擊手（1928 年）。
- Bolesław Konorski，93歲，波蘭工程師。
- 詹姆斯·約瑟夫·馬根尼斯，66歲，英國海軍軍官。
- 埃琳娜·斯庫因（Elena Skuin），77歲，蘇聯畫家。
- 蓋伊·沃拉克（Guy Warrack），86歲，蘇格蘭作曲家。

### 13日
- Luigi De Manincor，75歲，義大利奧林匹克帆船運動員（1936 年、1948 年）。
- 博列斯瓦夫·格伯特，90歲，波蘭政治家。
- 釋廣欽，93歲，中國佛教僧侶。
- 喬治·伊瓦斯克，78歲，俄裔美國詩人和文學評論家，心臟病發作。[20]
- 埃德·麥吉，61歲，美國棒球運動員。
- 大衛·都鐸·普萊斯（David Tudor Price），55歲，英國法官。
- 阿莎拉塔·森（Ashalata Sen），92歲，印度詩人和社會活動家。
- John L. Throckmorton，72歲，美國將軍，癌症。[21]

### 14日
- 福克斯·布萊文斯（Fox Blevins），75歲，美國棒球運動員。
- 歐內斯特·博雷克（Ernest Borek），74歲，匈牙利出生的美國微生物學家。[22]
- 多卡斯·布裡格姆，89歲，美國植物學家。[23]
- 蘭瑟姆·庫克（Ransom M. Cook），86歲，美國銀行家。[24]
- 凱文·柯倫（Kevin Curran），66歲，澳大利亞足球運動員。
- 瑪格麗特·庫里（Margaret L. Curry），87歲，美國社會工作者。
- Kanaklata Devi，76歲，印度政治家。
- 弗朗西斯科·費雷拉，66歲，葡萄牙足球運動員。
- 伯特·霍克（Bert Hawke），85歲，澳大利亞政治家。
- Roy W. Hill，86歲，美國汽車轉銷商和慈善家。
- 哈裡·甘迺迪，84歲，美國聖公會主教。
- 埃德蒙·鲁布拉（Edmund Rubbra），84歲，英國作曲家。[25]

### 15日
- 亨利·伯納德（Henri Bernard），86歲，法國法官。
- Cornelis de Kiewiet，83歲，荷蘭出生的美國歷史學家和學術管理人員。[26]
- 安娜·瑪麗亞·德萊，56歲，阿根廷奧林匹克滑雪運動員（1952 年）。
- 奧維爾·費爾哈伯，82歲，美國政治家。
- 加利亞諾·馬西尼（Galliano Masini），90歲，義大利歌手。
- Rustin McIntosh，91歲，美國兒科醫生。[27]
- 克勞福德·派克，79歲，美國政治家，印第安那州副州長（1957—1961年）。
- John R.，75歲，美國唱片騎師。
- 海倫·威瑟斯（Helen Withers），78歲，澳大利亞社區工作者。

### 16日
- Wiley T. Buchanan Jr.，73歲，美國外交官。[28]
- 霍華德·達席爾瓦，76歲，美國演員（奧克拉荷馬州菲奧雷洛！），淋巴瘤。[29]
- 約瑟夫·杜爾（Joseph Duell），29歲，美國芭蕾舞演員和編舞，跳樓自殺。[30]
- 安東·希爾伯特，87歲，德國政治家。
- 愛德華·勒格裡，51歲，法國奧林匹克賽艇運動員（1956 年）。
- 菲利斯·麥卡錫（Phyllis McCarthy），82歲，南非養狗員。
- Tadhg O'Driscoll，66歲，愛爾蘭足球運動員。
- 赫爾蒙·菲力浦斯，82歲，美國奧運選手（1928年）。
- Willibrordus Pouw，83歲，荷蘭奧林匹克體操運動員（1928 年）。
- 約翰·特裡普，58歲，英國詩人。
- Harry Van Arsdale Jr.，80歲，美國勞工領袖。[31]

### 17日
- 喬治·德拉芬，86歲，英國士兵。
- 金井喜久子，74歲，日本作曲家。
- 吉杜·克里希那穆提，90歲，印度哲學家，胰腺癌。[32]
- Red Ruffing，80歲，美國棒球運動員，心力衰竭。[33]
- 保羅·斯圖爾特，77歲，美國演員，心力衰竭。[34]
- Izumi Suzuki，36歲，日本作家，上吊自殺。
- 內斯塔·威爾斯（Nesta Wells），93歲，英國內科醫生和外科醫生。

### 18日
- 納爾遜·卡瓦奎尼奧（Nelson Cavaquinho），74歲，巴西桑巴音樂家。[35]
- 維爾莫斯·科胡特，79歲，匈牙利足球運動員。
- 瑪蒂爾達·蘭茲曼，67歲，美國記者。
- 喬治·麥金森，82歲，加拿大政治家。
- Tezer Özlü，42歲，土耳其作家，乳腺癌。
- 皮埃爾·斯倫貝謝（Pierre Schlumberger），71-72歲，美國石油高管（斯倫貝謝）。
- 喬納森·西曼（Jonathan O. Seaman），74歲，美國將軍。
- 泰德·韋格特（Ted Wegert），53歲，美式橄欖球運動員。

### 19日
- 比爾·安德森，73歲，英國足球運動員和經理。
- 羅伯特·布羅德（Robert Brode），85歲，美國物理學家（曼哈頓計劃）。
- 阿道夫·塞利，63歲，義大利演員（《霹靂嬌娃》）和電影導演，心臟病發作。[36]
- 保羅·庫里，68歲，美國魔術師。
- 詹姆斯·伊斯特兰，81歲，美國政治家，美國參議院議員（1941 年、1943—1978年）。[37]
- André Leroi-Gourhan，74歲，法國考古學家。
- 法蘭西斯科·米尼奧內（Francisco Mignone），88歲，巴西作曲家。
- 奧列格·穆特（Oleg Mutt），65歲，蘇聯愛沙尼亞語言學家。
- 溫貝托·羅阿，73歲，智利足球運動員。
- 巴里·海爾（Barry Seal），46歲，美國飛行員和毒品走私犯，被槍殺。
- 達德利·塔爾科特，86歲，美國雕塑家。
- Ab van Bemmel，73歲，荷蘭奧林匹克拳擊手（1936 年）。

### 20日
- 湯米·貝爾，63歲，美式橄欖球裁判，白血病。[38]
- 威廉·阿爾伯特·貝勒，85歲，美國鋼琴家。
- Abdolbaghi Darvish，37歲，伊朗空軍飛行員，被擊落。
- Judy-Lynn del Rey，43歲，美國科幻雜誌編輯。
- 湯米·弗里曼，82歲，美國拳擊手。
- 卡努·甘地，68-69歲，印度攝影師。
- Nihar Ranjan Gupta，74歲，印度小說家。
- František Kardaus，77歲，捷克斯洛伐克平面藝術家。
- 薩爾瓦多·莫塔，63歲，墨西哥足球運動員。
- Einar Nyheim，56歲，挪威政治家。
- 吉列爾莫·帕迪拉，73歲，哥倫比亞奧林匹克射擊運動員（1956 年）。
- 鮑勃·賴斯，86歲，美國棒球運動員。
- 庫斯·里特凱爾克（Koos Rietkerk），58歲，荷蘭政治家。
- 伯特·施奈德（Bert Schneider），88歲，美國出生的加拿大拳擊手。
- 多蘿西婭·維克，78歲，德國女演員。

### 21日
- 海因茨·布勞恩，48歲，德國畫家和演員，癌症。
- 維克多·坎寧，74歲，英國小說家。
- Jan Eric Cartwright，47歲，美國政治家，奧克拉荷馬州眾議院議員（1971—1973年），白血病。
- 金无怠，63歲，中國雙重間諜，窒息自殺。[39]
- 德里克·奇托克（Derek Chittock），64歲，英國漫畫家和藝術史學家。
- 邁爾斯·克利福德爵士，89歲，英國政治家。
- 吉伯特·哈特克（Gilbert V. Hartke），79歲，美國戲劇導演。
- 艾格尼絲·海德蘭-莫利（Agnes Headlam-Morley），83歲，英國歷史學家。
- 埃克哈德·赫斯（Eckhard Hess），69歲，德國出生的美國心理學家。
- 平井弥之助，83歲，日本土木工程師。
- 瑪格麗特·亨特（Margaret Hunter），63歲，蘇格蘭工會成員。
- 泉重千代，日本長壽宣稱者。[40]
- 松木謙治郎，77歲，日本棒球運動員。
- Edvardas Mikučiauskas，84歲，蘇聯立陶宛足球運動員。
- 多蘿西·羅茲（Dorothy Rhoads），90歲，美國作家。
- 海倫·霍芬·桑特米爾（Helen Hooven Santmyer），90歲，美國作家（“⋯⋯和俱樂部的女士們”[41]
- 路易士·西爾伯克萊特，85歲，美國出版商。[42]
- Mart Stam，86歲，荷蘭建築師。

### 22日
- 雅克·帕裡斯·德·博拉迪埃（Jacques Pâris de Bollardière），78歲，法國將軍兼和平活動家。
- 湯姆·布拉德肖，81歲，蘇格蘭足球運動員。
- 倫道夫·克萊伯恩（Randolph Claiborne），79歲，美國聖公會主教。
- 约翰·唐纳利，31歲，澳大利亞橄欖球運動員，溺水身亡。
- Ida Lublenski Ehrlich，99歲，俄羅斯出生的美國劇作家。[43]
- 鮑勃·蓋爾克（Bob Guelker），62歲，美國足球教練。[44]
- 菲力浦·朗（Philip J. Lang），74歲，美國作曲家。[45]
- 杜克·拉鐵摩爾（Duke Lattimore），81歲，美國棒球運動員。
- 理查·佩斯科特，80歲，澳大利亞植物學家。
- 安東尼·羅林森（Anthony Rawlinson），59歲，英國公務員。
- Jean Tangye，66歲，英國作家。
- 魏佩蘭，74歲，中國政治家。

### 23日
- Mathilde Boniface，74歲，比利時政治家。
- Ram Nath Chawla，82歲，印度飛行員。
- 埃絲特·漢森（Esther V. Hansen），87歲，美國歷史學家。
- Edwin S. Lowe，75歲，波蘭裔美國遊戲企業家。[46]
- 費倫茨·梅雷（Ferenc Mérei），76歲，匈牙利心理學家。
- 恩斯特·諾伊弗特（Ernst Neufert），85歲，德國建築師。
- Louis-Philippe Pigeon，81歲，加拿大法官。
- 比爾·里布切斯特，87歲，蘇格蘭足球運動員。
- 鮑裡斯·斯盧茨基，66歲，蘇聯詩人。
- 尼諾·塔蘭托，78歲，義大利演員。

### 24日
- 克利斯蒂安·阿姆布魯斯特（Christian H. Armbruster），64歲，美國政治家，呼吸系統疾病。[47]
- 魯克米尼·德維·阿倫代爾（Rukmini Devi Arundale），81歲，印度舞者。
- 大衛·巴蘭坦，61歲，紐西蘭作家。
- 湯米·道格拉斯（Tommy Douglas），81歲，蘇格蘭出生的加拿大政治家，癌症。[48]
- 哈羅德·喬治（Harold L. George），92歲，美國戰鬥機飛行員和政治家。[49]
- 比爾·希克曼，65歲，美國特技演員，癌症。
- 阿爾弗雷德·赫利（Alfred Hurley），90歲，英國聖公會主教。
- 哈裡·萊特西，85歲，美式橄欖球運動員。
- 馬庫斯·羅伯托，55歲，美國政治家，俄亥俄州眾議院議員（1971—1976年）和參議院議員（自 1977 年起），癌症。
- Arthur Rydstrøm，90歲，挪威奧林匹克體操運動員（1920 年）。
- 詹姆斯·漢弗萊·沃爾溫（James Humphrey Walwyn），72歲，英國海軍軍官。

### 25日
- 喬治·貝瑞，86歲，美式橄欖球運動員。
- Pasquale Festa Campanile，58歲，義大利電影製片人，腎癌。
- 約瑟夫·傑弗里·查爾布瓦（Joseph Jeffrey Charlebois），76歲，加拿大政治家和商人。
- 雨果·拉爾森（Hugo Larsson），79歲，瑞典公務員和工程師。
- 蓋伊·鮑森（Guy Pawson），97歲，英國殖民地行政官和板球運動員。
- 維克多·派克，78歲，英國橄欖球運動員和聖公會主教。
- 馬庫斯·魯德爾（Marcus Ruddle），81歲，愛爾蘭板球運動員。
- 喬治·蘇斯，78歲，美國棒球運動員。
- 海倫·塔克（Helen F. Tucker），84歲，美國生物化學家。
- 內梅西奧·亞布特（Nemesio Yabut），60歲，菲律賓政治家。

### 26日
- Andy Bakjian，71歲，美國田徑教練。[50]
- 馬丁·朱利安·布爾格（Martin Julian Buerger），82歲，美國晶體學家。
- 阿瑪利亞·弗萊明（Amalia Fleming），73歲，希臘政治家和醫生。
- Taihei Imamura，74歲，日本影評人。
- Dag Klaveness，72歲，挪威船東。
- 羅伯特·蘭德斯曼，73歲，法國奧林匹克摔跤手（1948 年）。
- 索福克勒斯·帕帕斯，91-93歲，奧斯曼美國音樂出版商。
- Karel Vlach，74歲，捷克斯洛伐克編舞家。
- 莉蓮·梅菲爾德·賴特，91歲，美國詩人。[51]

### 27日
- Gholam-Hossein Banan，74歲，伊朗音樂家。
- Gedeon Barcza，74歲，匈牙利國際象棋選手。
- 派特·比斯利，72歲，英國足球運動員。
- 伊莉莎白·弗裡斯克，76歲，瑞典女演員。
- 約翰·戈威爾，51歲，澳大利亞足球運動員。
- Bernhard Haurwitz，80歲，德國出生的美國氣象學家。
- Arthur Heina，71歲，德國奧林匹克游泳運動員（1936 年）。
- 南希·布賴森·莫裡森（Nancy Brysson Morrison），82歲，蘇格蘭作家。
- Arnaldo Ortelli，72歲，瑞士足球運動員。
- 雅克·普兰特（Jacques Plante），57歲，加拿大冰球運動員，胃癌。[52]
- 艾梅·特蘭圖爾，77歲，法國奧林匹克自行車運動員（1928 年）。
- 乔治·韦瑟里尔，85歲，澳大利亞足球運動員。

### 28日
- Robbie Basho，45歲，美國音樂家，中風。
- 蜜雪兒·布魯索，72歲，法國足球運動員。
- James J. DeRan Jr.，79歲，美國政治家，馬里蘭州眾議院議員（1943—1950年），流感。
- 伊迪絲·迪特馬斯，89-90歲，英國歷史學家。
- William Dollar，78歲，美國芭蕾舞演員和編舞家。[53]
- 蘿拉·霍布森（Laura Z. Hobson），85歲，美國小說家，癌症。[54]
- 羅伯特·勒貝爾，85歲，法國藝術史學家。
- 米克·穆恩（Mick Moon），93歲，澳大利亞士兵。
- 瓊·摩爾，65-66歲，英國植物學家。
- 奥洛夫·帕尔梅，59歲，瑞典政治家、首相（1969—1976年，自1982年起），被槍殺。[55]
- 湯瑪斯·威廉姆斯爵士，70歲，英國政治家、國會議員（1949—1981年）。